# Tagine

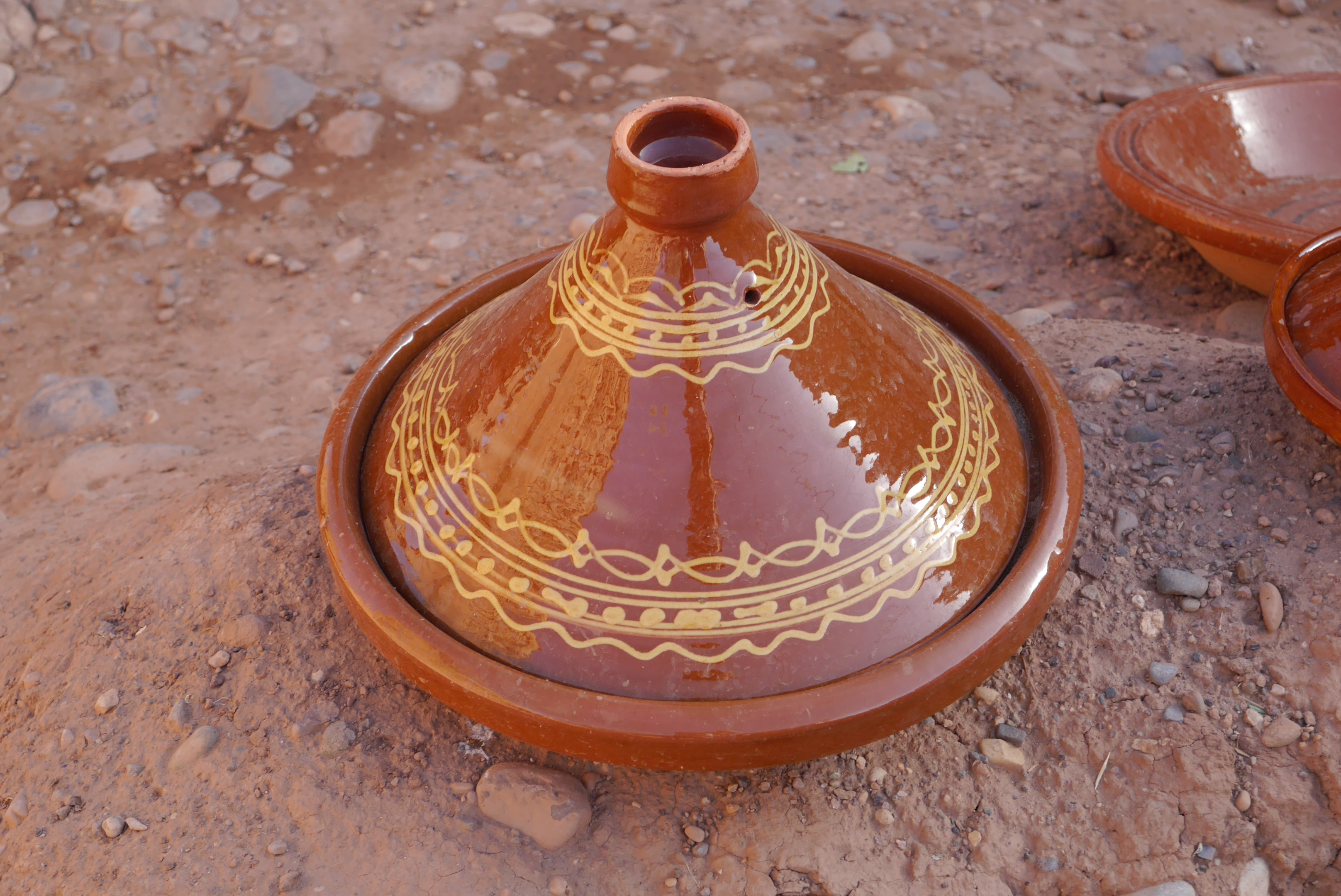
Tagine

Tagine (alternativt tajine) är ett nordafrikanskt matlagningskärl som har berbiskt ursprung. Tagine används också som namn på maträtterna som lagas till i kärlet  (jämför ordet gryta på svenska).  Taginen är en gryta eller karott i keramik eller på senare år även av stengods. Grytan har ett karaktäristiskt konformat lock. Maten lagas långsamt till vätska och sjuds samtidigt som den ångkokas. Maträtterna består ofta av rotsaker, dadlar, russin, konserverad citron, mandel, squash, aubergine, tomat och ägg samt örter och kryddor tillsammans med  lamm, fågel eller fisk. När taginen används i Europa används ofta lokala ingredienser som sedan lagas till med nordafrikansk kryddning.

## Marockansk tagine
I det marockanska köket bräserar man i en tagine långsamt under låg temperatur vilket resulterar i mört kött och smakrika grönsaker och sås. Oftast kombineras lamm eller kyckling med kryddor, oliver, äpplen, päron, russin, nötter och olika citrusfrukter. Kända rätter är mqualli, mshermel, kefta och mrouzia.

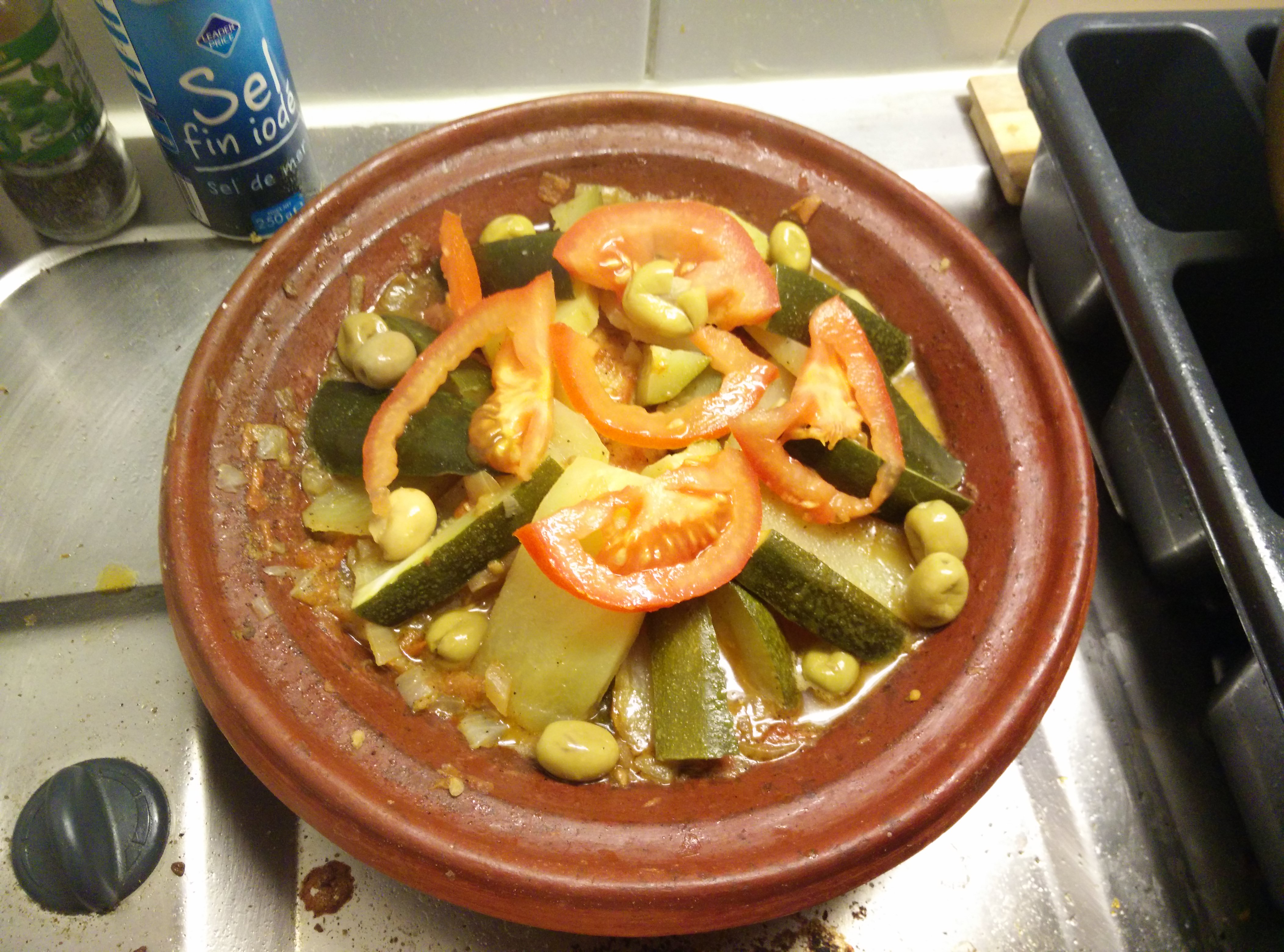
Tagine med oliver, tomat, potatis och lök
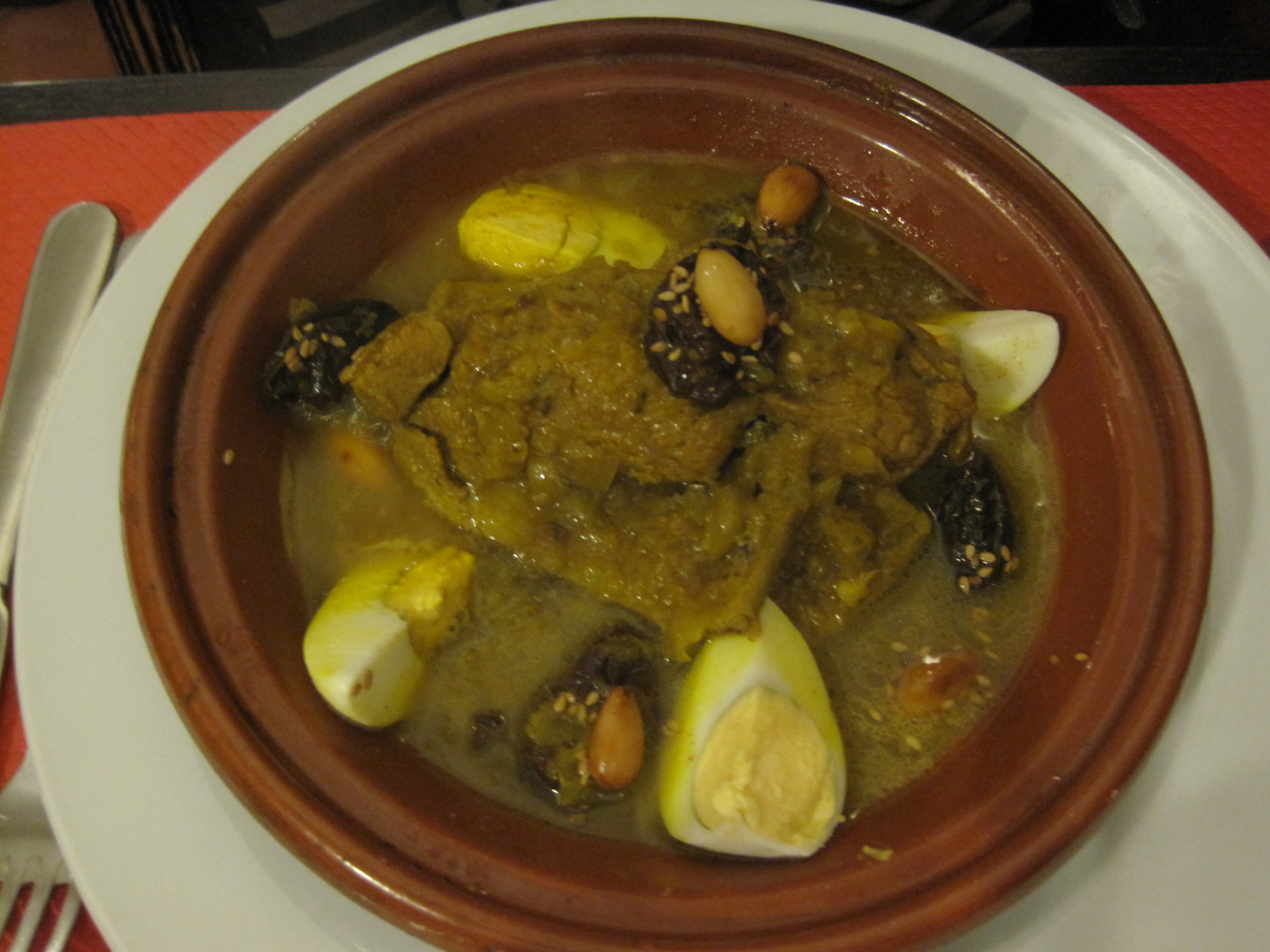
Tagine med lamm, katrinplommon och ägg
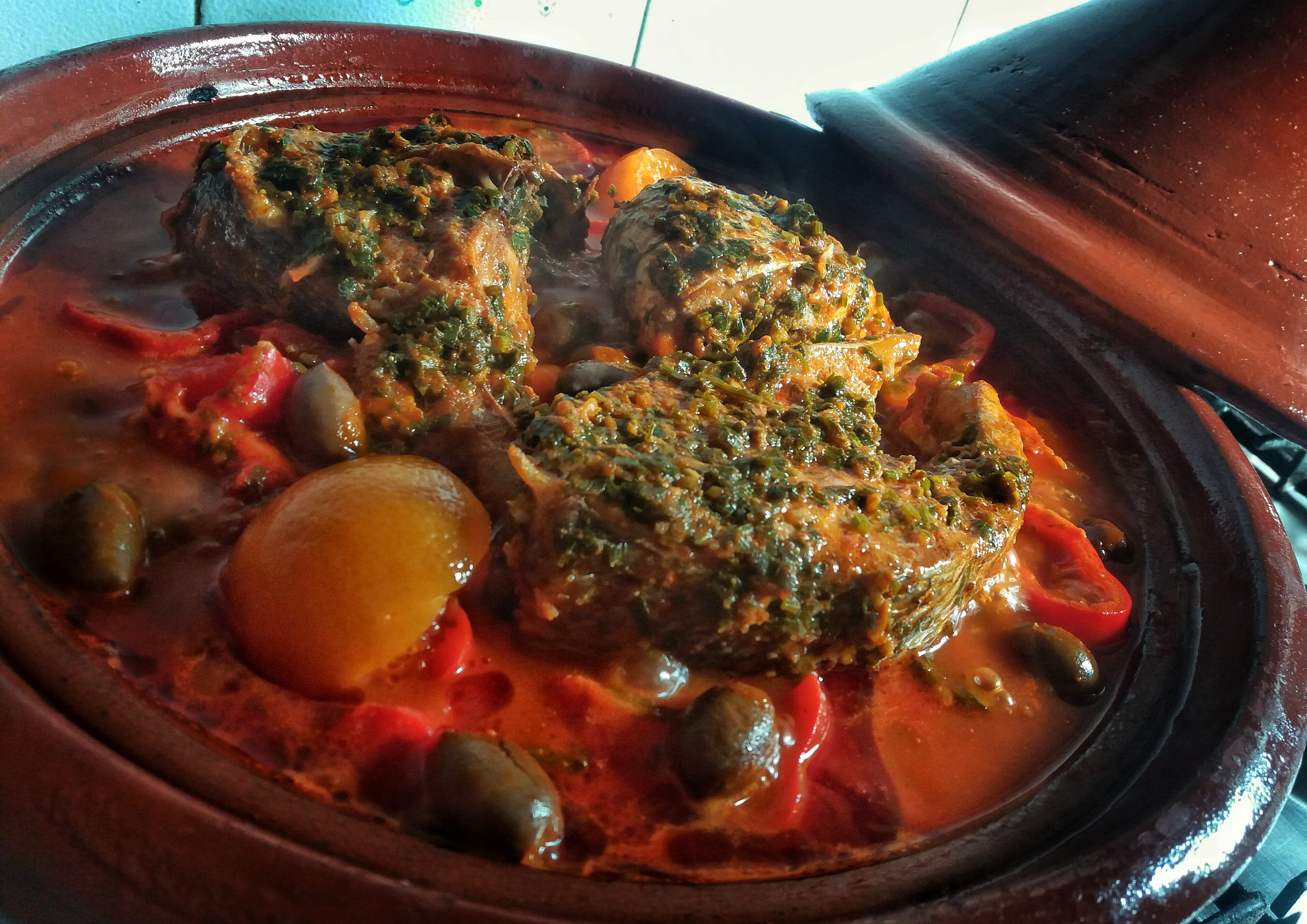
Tagine med fisk

## Tunisisk tagine
I en tunisisk tagine tillsätts mot slutet ägg och ost, vilket resulterar i något som påminner om en sofistikerad, ugnsbakad bondomelett.

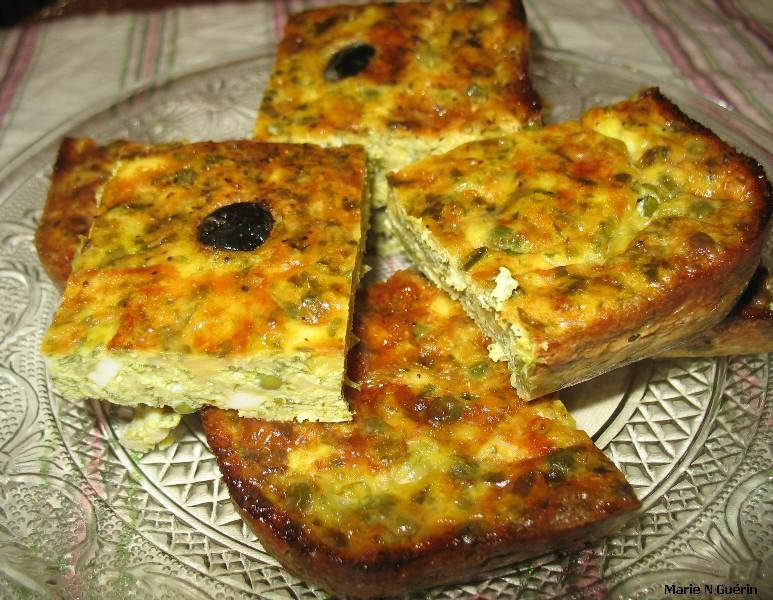